# ブレーメン (フリゲート)
ブレーメン（ドイツ語: Bremen, F 207）は、ドイツ海軍のフリゲート。ブレーメン級フリゲートの1番艦。艦名はブレーメン市に由来する。

## 艦歴
「ブレーメン」は、ブレーマー・ヴルカン造船所で1979年7月9日に起工し、1979年9月27日に進水、1982年5月7日に就役し、第4フリゲート戦隊に配属されヴィルヘルムスハーフェンを母港としていた。
本艦はドイツ連邦海軍で初めてヘリコプターを搭載する艦艇となった。1982年5月29日にブレーメン市は後援都市となる。第2機動隊群第4フリゲート戦隊所属。
公試終了後、「ブレーメン」は北大西洋条約機構の常設部隊に参加し、1991年には湾岸戦争のために地中海での監視任務に就いている。1992年から1996年までユーゴスラビアに対する武器禁輸措置を目的としたシャープガード作戦に参加、2002年以降は不朽の自由作戦のために数回出動している。
2007年初頭から4月まで対テロ戦争の一環として第150合同任務部隊に参加しアラビア半島沿岸からアフリカの角沿岸域にて展開し、その後「F211 ケルン」と交代した。
2009年7月、ソマリアの海賊対処のアタランタ作戦に参加するためアデン湾へ出動し、同年8月14日には海賊を艦載ヘリコプターによる警告射撃で制止させた。2010年2月22日、ヴィルヘルムスハーフェンに帰港する。2010年9月7日にはNATO常設第2海洋グループに参加するためヴィルヘルムスハーフェンを出航し地中海方面へ向かう。同年9月中頃にビスケー湾やポルトガル沿岸にて練習船「ゴルヒ・フォック」と共に国際演習などに参加し、同年12月に帰国した。
2012年5月7日にヴィルヘルムスハーフェンを出航し、同月21日に補給艦「A1411 ベルリン」と交代し再びアタランタ作戦に参加、7月4日から13日にかけて「F714 ゲプラット」と共にアフリカ連合ソマリア・ミッション（AMISOM）がチャーターした船舶をバブ・エル・マンデブ海峡からモガディシュまで護衛している。8月8日、後任の「F219 ザクセン」と交代し任務終了する。
しかし、新型のバーデン・ヴュルテンベルク級フリゲートの建造が進行してきたこともあり、2014年3月28日に退役した。